# Gerhard Nacke-Erich
Gerhard Nacke-Erich (* 9. September 1912 in Bad Meinberg; † 13. April 1984) war ein deutscher Basketballspieler und -funktionär.

## Laufbahn
Nacke-Erich betrieb als aktiver Sportler Schwimmen, Leichtathletik und Ballsportarten. Über Hermann Niebuhr kam er mit Basketball in Berührung und förderte die Sportart fortan als Leiter des Amts für Leibeserziehungen der Studenten in Bonn. Er stand im erweiterten Aufgebot der deutschen Basketballnationalmannschaft, verpasste die Olympischen Sommerspiele 1936 jedoch aufgrund einer Verletzung.
Nach dem Zweiten Weltkrieg und der Rückkehr aus der Gefangenschaft arbeitete er in Dortmund als Studienassessor, war am Aufbau des Instituts für Leibesübungen in Bonn beteiligt, später leitete er die Institute für Leibesübungen an der Technischen Hochschule Aachen sowie von 1957 bis 1977 an der Universität Münster. Am 23. Mai 1949 erwarb er den Lehrschein der Deutschen Lebens-Rettungs-Gesellschaft e. V. (DLRG).
Nacke-Erich war 1948 Mitgründer des Allgemeinen Deutschen Hochschulsportverbandes (ADH), er wurde Vorsitzender der Schiedsgerichte des Hochschulsportverbandes und leitete von 1952 bis 1954 den Westdeutschen Basketball-Verband als Präsident.
Im Juni 1953 wurde Nacke-Erich als Nachfolger von Siegfried Reiner Präsident des Deutschen Basketball Bundes (DBB), nachdem er zuvor zu den Mitgründern des Verbandes gezählt hatte und ab 1949 im Vorstand gesessen hatte. Er blieb bis zu seinem Rücktritt 1964 im Präsidentenamt und wurde im selben Jahr zum DBB-Ehrenmitglied ernannt. Nacke-Erich war ein Verfechter des Studenten- und Breitensports, dem Leistungssport und damit auch der Einführung der Basketball-Bundesliga stand er kritisch gegenüber.
Er war im Jahr 1961 Mitgründer des Universitäts-Sportclubs (USC) Münster, von 1978 an bis zu seinem Tod im Jahr 1984 amtierte Nacke-Erich als Vorsitzender des Stadtsportbundes Münster.
Nacke-Erich wurde für seine Tätigkeiten unter anderem mit dem Bundesverdienstkreuz sowie der Goldenen Ehrennadel des Deutschen Basketball Bundes, des Westdeutschen Basketball-Verbandes und der Deutschen Olympischen Gesellschaft ausgezeichnet.